# Черо ал Волтурно
Чѐро ал Волту̀рно (на италиански: Cerro al Volturno, на местен диалект Cèrrë, Черъ) е село и община в Централна Италия, провинция Изерния, регион Молизе. Разположено е на 572 m надморска височина. Населението на общината е 1341 души (към 2010 г.).